# Мосоро
Мосоро (порт. Mossoró) град је у Бразилу у савезној држави Рио Гранде до Норте. Према процени из 2007. у граду је живело 234.392 становника.

## Становништво
Према процени из 2007. у граду је живело 234.392 становника.
| 1991.   | 2000.   |
| ------- | ------- |
| 192,267 | 213,841 |